# Lujerului (métro de Bucarest)
Lujerului, ancien nom Armata Poporului, est une station de métro roumaine de la ligne M3 du métro de Bucarest. Elle est située au croisement du boulevard Luliu Maniu avec la rue Lujerului et  la Șoseaua Virtuti, dans le quartier Militari, secteur 6, à l'ouest de la ville de Bucarest.
Elle est mise en service en 1983 et renommée en 2009.
Exploitée par Metrorex elle est desservie par les rames de la ligne M3 qui circulent quotidiennement entre 5 h 0 et 23 h 0 (heure de départ des terminus). À proximité un arrêt est desservie par des trolleybus et des bus et un peu plus loin se trouve une station des tramways de Bucarest.

## Situation sur le réseau
Établie en souterrain, la station Lujerului est établie sur la ligne M3 du métro de Bucarest, entre la station Gorjului, en direction de Preciziei, et la station Politehnica, en direction d'Anghel Saligny.

## Histoire
La station « Armata Poporului » est mise en service le 19 août 1983, lors de l'ouverture à l'exploitation du tronçon d'Eroilor à Industriilor (ancien nom de la station terminus Preciziei.
En juillet 2009, la station est renommée « Lujerului ».

## Service des voyageurs

### Accueil
La station dispose de deux bouches sur le boulevard Luliu Maniu. Des escaliers, ou des ascenseurs pour les personnes à mobilité réduite, permettent de rejoindre la salle des guichets et des automates pour l'achat des titres de transport (un ticket est utilisable pour un voyage sur l'ensemble du réseau métropolitain).

### Desserte
À la station Lujerului la desserte quotidienne débute avec le départ, des stations terminus, de la première rame à 5 h 0 et se termine avec le départ, des stations terminus, de la dernière rame à 23 h 0.

### Intermodalité
À proximité de la station un arrêt est desservi par les transports en commun urbains de la ville : des trolleybus (lignes 61 et 62), des bus (lignes 106, 136, 178, 434 et N115). À environ deux cents mètres sur la Soseaua Virtuti se trouve la station Boulevard Uverturii de la ligne 41 des tramways de Bucarest.